# NGC 2863
NGC 2863 = NGC 2869 ist eine Spiralgalaxie vom Hubble-Typ Sm im Sternbild Wasserschlange südlich der Ekliptik. Sie ist schätzungsweise 72 Millionen Lichtjahre von der Milchstraße entfernt.
Das Objekt wurde am 25. März 1786 von Wilhelm Herschel entdeckt.